# Renault Midliner
Renault Midliner або Renault S, або Renault M — серія середньотонажних вантажівок повною масою 7,5-18,0 т, що випускалися компанією Renault Trucks з 1979 по 2000 рік на колишньому заводі САВІЕМ в Бленвілле.

## Опис
Midliner комплектувався кабіною «Клубу чотирьох» і є наступником легких вантажівок Saviem JP/JN і більш важких Saviem HB. Вантажівки Renault Midliner складалася з численних базових моделей від «S100» до «S220» повною масою 6-16 т, з дизелями 3,869-6,18 л потужністю 94-226 к.с.
В 1987 році Renault Midliner модернізували, змінивши зовнішній вигляд і оснащення.
В 1990-х рр. до автомобілів серії S добавилось 20 базових варіантів серії M від «М140» до «М250» з дизелями 5,49-6,18 л потужністю 140—250 к.с.
В 1995 році Renault Midliner модернізували вдруге, змінивши зовнішній вигляд і оснащення.

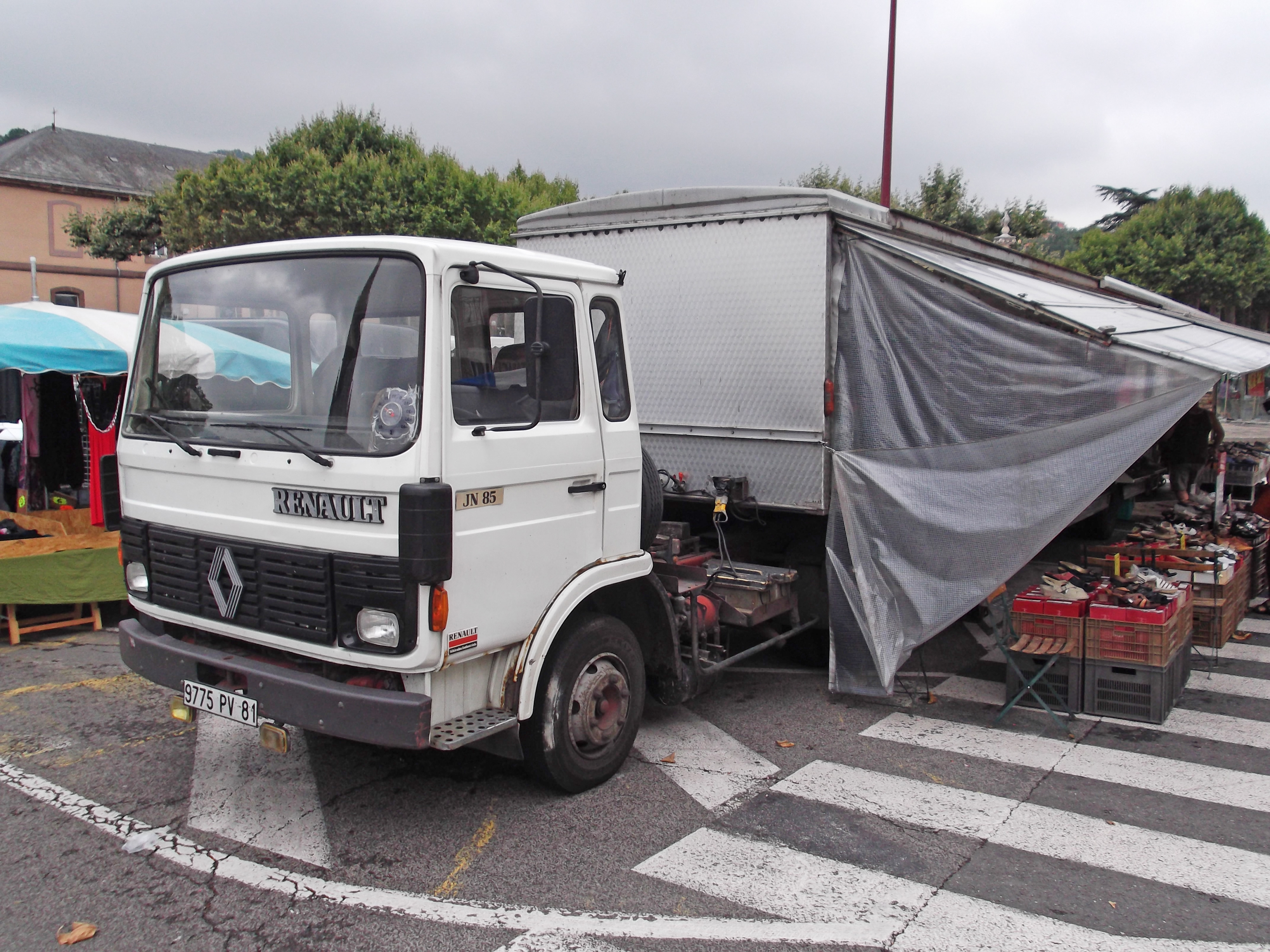
Renault Midliner (1979-1987)
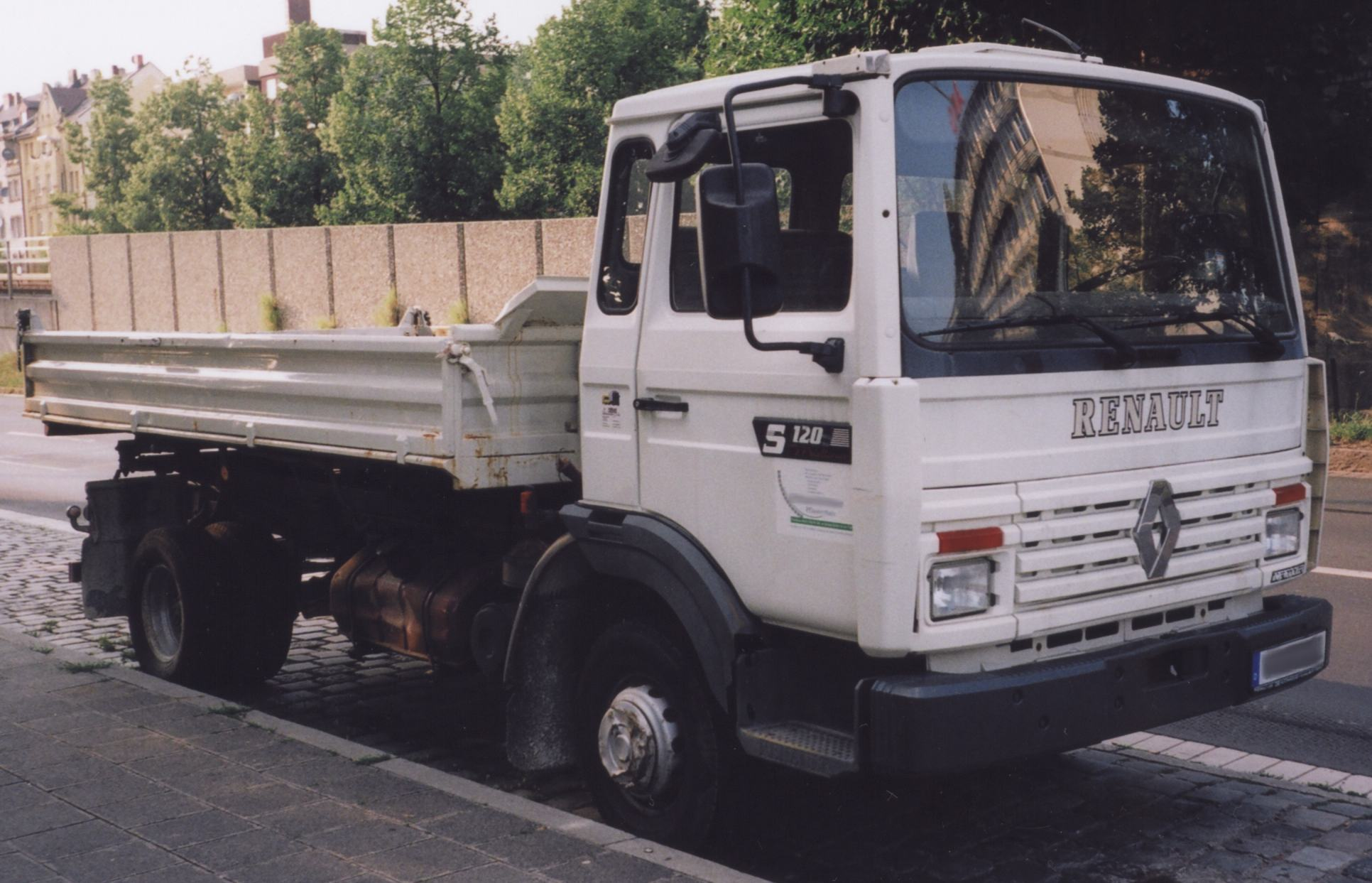
Renault Midliner S120 (1987-1995)
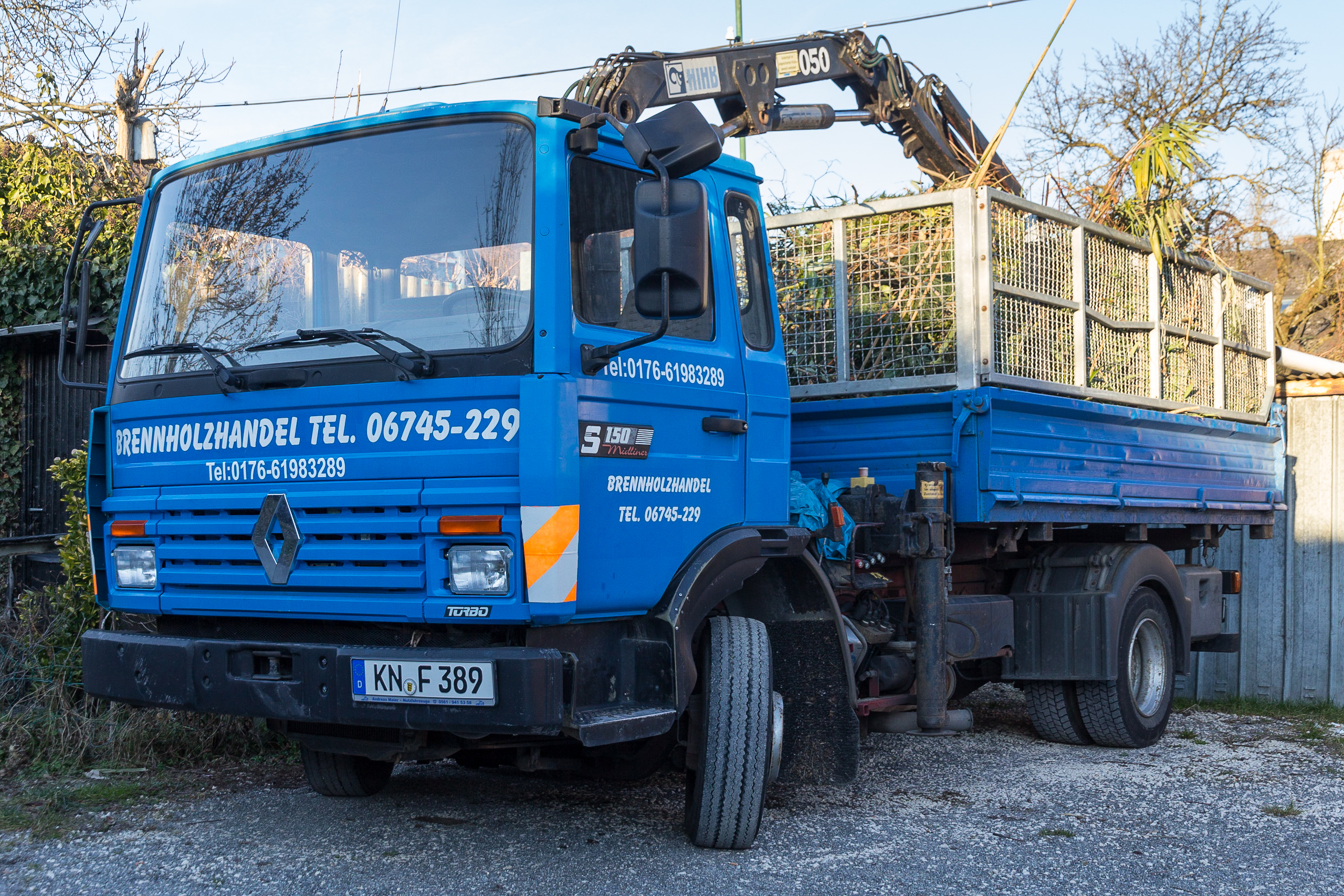
Renault S150 Midliner